# Die Notenbank
Die Notenbank war eine musikalische Fernsehshow des DDR-Fernsehens. Sie lief von 1969 bis 1972 in insgesamt acht Folgen. Die Notenbank war die erste Fernsehshow der DDR, in der deutschsprachige Rockmusik gespielt wurde. Viele Bands feierten in dieser Sendung ihre Fernsehpremiere. Regisseur der Sendung war Bernd Maywald, der auch das Konzept entworfen hatte.

## Ablauf
Die Produktion bestand aus einem Tag Probe und der Aufzeichnung am Folgetag in unterschiedlichen Veranstaltungszentren in der DDR. Die Stücke waren bereits vorher im Funkhaus Nalepastraße des DDR-Rundfunks aufgenommen worden und wurden an den Drehtagen im Playback-Verfahren abgespielt. Zur Musik bewegten sich vor der Bühne junge Leute im freien Tanz, meist paarweise. Als Dekoration wurden Pappschilder verwendet, um eine Clubatmosphäre zu schaffen. Die vorgetragenen Stücke waren fast ausschließlich deutschsprachig, selten etwa polnisch. Daneben gab es auch Interviews mit den Musikern. Die Musiker waren meist Amateure. Über die zweite Folge ist bekannt, dass sie 50 Minuten dauerte und ursprünglich von 21:25 bis 22:15 Uhr ausgestrahlt werden sollte.

## Geschichte
Die Notenbank trug dem Wunsch vieler junger DDR-Bürger Rechnung, Interpreten der aufkommenden Beat- und Rockmusik im Fernsehen zu erleben. Bernd Maywald, der bereits mit einer zur Tonfilmkamera umgebauten 8-mm-Kamera ein Porträt des Diana Show Quartetts gedreht hatte, wurde auf seinen Wunsch als Regisseur beauftragt, hatte aber immer wieder mit Widerstand der Behörden zu kämpfen. Die erste Sendung wurde 1969 mit einem jungen Zufallspublikum in Berlin-Rauchfangswerder produziert. Es wurde aber vor der Ausstrahlung befunden, dass die Haare des männlichen Publikums zu lang waren, so dass die Produktion mit denselben Musikern und Titeln, aber angepassterem Publikum wiederholt werden musste. Gespielt wurden Beatmusik, Lieder und Schlager, präsentiert wurde die Sendung von Irina Veldre und Thomas Lück. Die zweite, rockigere Produktion im Februar 1970 wurde im Keller des Fernsehtheaters Moritzburg aufgenommen, durfte aber wegen der „Kellerkinderatmosphäre“ trotz Ankündigung in der Programmzeitschrift nicht ausgestrahlt werden. Darauf kam es zu Protestbriefen, auch von Soldaten der NVA. Erst im Dezember 1970, als die Rockmusik in der DDR stärker gefördert wurde, kam es zur Sendung. Statt Veldre moderierten fortan Evelyn Opoczynski und weiterhin Thomas Lück.
Der 1970 produzierte Titel Stapellauf des Joco Dev-Sextetts musste auf Weisung der Behörden wegen „Dekadenz“ aus der in der Ost-Berliner Müggelbaude nahe dem Müggelsee produzierten dritten Folge herausgeschnitten werden. Andere Titel der Band wurden jedoch gesendet. Die vierte und fünfte Folge wurden in Neubrandenburg produziert, danach jedoch untersagte die SED-Bezirksleitung weitere Produktionen in der Bezirkshauptstadt wegen „Gefährdung der Jugend“.
In der sechsten Folge, die in der Jugendhochschule der FDJ in Bogensee bei Wandlitz aufgezeichnet und im Dezember 1971 ausgestrahlt wurde, traten – nach einem Auftritt wenige Wochen zuvor in der Sendung Basar – die Puhdys im DDR-Fernsehen in Erscheinung. Die Band, die zuvor ausschließlich englischsprachige Hits nachgespielt hatte, stellte in der Sendung ihren ersten eigenen Titel mit deutschem Text vor: Türen öffnen sich zur Stadt. Ein weiteres Puhdys-Lied, Geh dem Wind nicht aus dem Wege, wurde zwar aufgezeichnet, jedoch herausgeschnitten und erst in der siebenten Folge gesendet. Die achte und letzte Folge hieß NOTENBANK extra, weil sie komplett der polnischen Band Skaldowie gewidmet war, ausschließlich mit deutschen Nachdichtungen.
Auch die folgenden Bands und Musiker traten in der Notenbank auf, teils als Fernsehpremiere.
- Bayon
- Die Delphins
- Electra-Combo
- Gunther Emmerlich und Gruppe COR
- Barbara Folz (später: Barbara Kuster)
- Henry Hübchen & Die Continentels
- Friedemann Kolberg
- Horst-Krüger-Sextett
- Klosterbrüder
- Modern Septett
- Scirocco
- Team 70
- EXITAS-Combo Freiberg

1972 wurde die Notenbank eingestellt, nachdem Versuche der Behörden gescheitert waren, Maywald die Leitung der Sendung zu entziehen. Er hatte auf sein Urheberrecht an Titel und Ablauf der Sendung verwiesen.

## DVD
- 2015: Das Beste aus der Notenbank (Buschfunk)

## Schallplatte
- 2021: Die Notenbank – Tanzmusik für junge Leute (Black Pearl Records)[5]